# CR115 (Luxemburg)
De CR115 (Chemin Repris 115) is een verkeersroute in Luxemburg tussen Brouch (N8) en Stegen (N14). De route heeft een lengte van ongeveer 17 kilometer.

## Routeverloop
De route begint ten oosten van de plaats Brouch en gaat eerst naar het noordwesten naar het gehucht Openthalt/Obenthalt. Via een stukje samenloop met de CR114 gaat de route eerst door bos en daarna open gebied naar de plaats Bissen. In Bissen kruist de route twee keer de spoorlijn Bissen - Ettelbruck door middel van viaducten. Na Bissen gaat de route verder globaal richting het oosten waar het in Cruchten de rivier de Alzette passeert. Hierna gaat de route verder door open gebied naar Schrondweiler en daarna door bosachtig gebied naar de N14 ten zuiden van de plaats Stegen. De route ligt op ongeveer 200 meter na volledig in het kanton Mersch. De laatste 200 meter liggen binnen het kanton Diekirch.

## Plaatsen langs de CR115
- Bissen
- Roost
- Cruchten
- Schrondweiler

## CR115a
De CR115a is een voormalige aftakkingsweg in Fënsterdall. De ongeveer 400 meter lange route takte bij de plaats af van de CR115 en ging naar het plaatsje toe.

## CR115b
De CR115b is een verbindingsweg in Cruchten. De ongeveer 230 meter lange route verbindt de CR123 aan de zuidkant van Cruchten met het treinstation Cruchten. Hierbij gaat de route met een brug over de Alzette heen. De route heeft geen enkele aansluiting op de CR115.
CR101 ·
CR102 ·
CR103 ·
CR104 ·
CR105 ·
CR106 ·
CR107 ·
CR108 ·
CR109 ·
CR110 ·
CR111 ·
CR112 ·
CR113 ·
CR114 ·
CR115 ·
CR116 ·
CR117 ·
CR118 ·
CR119 ·
CR120 ·
CR121 ·
CR122 ·
CR123 ·
CR124 ·
CR125 ·
CR126 ·
CR127 ·
CR128 ·
CR129 ·
CR130 ·
CR131 ·
CR132 ·
CR133 ·
CR134 ·
CR135 ·
CR136 ·
CR137 ·
CR138 ·
CR139 ·
CR140 ·
CR141 ·
CR142 ·
CR143 ·
CR144 ·
CR145 ·
CR146 ·
CR147 ·
CR148 ·
CR149 ·
CR150 ·
CR151 ·
CR152 ·
CR153 ·
CR154 ·
CR155 ·
CR156 ·
CR157 ·
CR158 ·
CR159 ·
CR160 ·
CR161 ·
CR162 ·
CR163 ·
CR164 ·
CR165 ·
CR166 ·
CR167 ·
CR168 ·
CR169 ·
CR170 ·
CR171 ·
CR172 ·
CR173 ·
CR174 ·
CR175 ·
CR176 ·
CR177 ·
CR178 ·
CR179 ·
CR180 ·
CR181 ·
CR182 ·
CR183 ·
CR184 ·
CR185 ·
CR186 ·
CR187 ·
CR188 ·
CR189 ·
CR190
CR200 ·
CR201 ·
CR202 ·
CR203 ·
CR204 ·
CR205 ·
CR206 ·
CR207 ·
CR208 ·
CR210 ·
CR211 ·
CR212 ·
CR213 ·
CR215 ·
CR216 ·
CR217 ·
CR218 ·
CR219 ·
CR220 ·
CR221 ·
CR222 ·
CR223 ·
CR224 ·
CR225 ·
CR226 ·
CR227 ·
CR228 ·
CR229 ·
CR230 ·
CR231 ·
CR232 ·
CR233 ·
CR234
CR301 ·
CR302 ·
CR303 ·
CR304 ·
CR305 ·
CR306 ·
CR307 ·
CR308 ·
CR309 ·
CR310 ·
CR311 ·
CR312 ·
CR313 ·
CR314 ·
CR315 ·
CR316 ·
CR317 ·
CR318 ·
CR319 ·
CR320 ·
CR321 ·
CR322 ·
CR323 ·
CR324 ·
CR325 ·
CR326 ·
CR327 ·
CR328 ·
CR329 ·
CR330 ·
CR331 ·
CR332 ·
CR333 ·
CR334 ·
CR335 ·
CR336 ·
CR337 ·
CR338 ·
CR339 ·
CR340 ·
CR341 ·
CR342 ·
CR343 ·
CR344 ·
CR345 ·
CR346 ·
CR347 ·
CR348 ·
CR349 ·
CR350 ·
CR351 ·
CR352 ·
CR353 ·
CR354 ·
CR355 ·
CR356 ·
CR357 ·
CR358 ·
CR359 ·
CR360 ·
CR361 ·
CR362 ·
CR364 ·
CR365 ·
CR366 ·
CR367 ·
CR368 ·
CR369 ·
CR370 ·
CR371 ·
CR372 ·
CR373 ·
CR374 ·
CR375 ·
CR376 ·
CR377 ·
CR378 ·
CR379
Routes die cursief vermeld staan, zijn voormalige routes.